# Казахбаев, Оспан Даденович
Оспан Даденович Казахбаев (каз. Оспан Дәденұлы Қазақбаев род. 27 июля 1963, п. Джетысай, Кировский район, Сырдарьинская область, Узбекская ССР) — аким города Актау Мангистауской области (2010—2012).

## Биография
Родился 27 июля 1963 года в п. Жетысай Кировского района Сырдарьинской области Узбекской ССР.
В 1985 году окончил Туркменский государственный архитектурно-строительный институт по специальности инженер-строитель.
В 2005 году окончил Каспийский государственный университет технологий и инжиринга имени Ш. Есенова по специальности государственное и местное управление.

## Трудовая деятельность
С 1985 по 1993 годы — мастер, прораб, начальник участка, начальник базы строительного управления №4 «Мангышлакнефтегазстрой».
С 1993 по 1994 годы — главный инженер участка МП «Шекер».
С 1994 по 1996 годы — старший прораб, начальник базы АО «Инжстрой».
С 1996 по 1997 годы — начальник УПТК АО «Прикаспийское управление строительства», работал в строительных организациях области мастером, прорабом, начальником участка, начальником базы строительных управлений.
С 1997 по 2003 годы — директор ТОО «Управление производственных предприятий».
С март 2003 по декабрь 2003 годы — директор департамента архитектуры, строительства, жилищно-коммунального и дорожного хозяйства Мангистауской области.
С 2003 по 2006 годы — директор ТОО «Управление производственных предприятий».
С 2006 по 2007 годы — заместитель акима г.Актау Мангистауской области.
С 2007 по 2010 годы — аким Мунайлинского района Мангистауской области.
С 2010 по 2012 годы — аким города Актау Мангистауской области.
С 2012 года по настоящее время — генеральный директор ТОО «Управление производственных предприятий».
С 24 марта 2016 года — депутат Мангистауского областного маслихата.

## Награды
- 2008 — Медаль «10 лет Астане»
- 2008 — Юбилейная медаль «35 лет Мангистауской области»
- 2011 — Медаль «20 лет независимости Республики Казахстан»
- 2011 — Указом Президента Республики Казахстан награждён орденом «Курмет»[2]
- 2015 — Медаль «20 лет Конституции Республики Казахстан»
- 2016 — Медаль «25 лет независимости Республики Казахстан»[3]
- 2018 — Медаль «55 лет городу Актау» и др.